# Убийство Шидане Ароне
Убийство Шидане Ароне — смерть сомалийского подростка в марте 1993 года в результате издевательств и пыток, которым он подвергся со стороны канадских солдат в Сомали. Канадские войска находились в Сомали в 1992—1994 годах в период проведения операции «Возрождение надежды» под руководством США. Канадские солдаты во время избиения Шидане Ароне фотографировали и снимали на видео свою жертву, позируя и улыбаясь на его фоне. На суде они сказали, что это было «шутливой игрой».
Расследование случая вызвало крупный скандал, выяснились другие случаи нарушений прав человека канадскими военными в Сомали: расистские выходки, пытки, унижения, убийства. Так, командир канадского контингента, полковник Лаббе, обещал своим подчинённым «ящик шампанского за каждого убитого ниггера».